# Alunni del Sole
Alunni del Sole est un groupe italien de pop rock, originaire de Naples. Il est considéré par la presse spécialisée comme le groupe historique de la pop rock italienne

## Histoire
Le groupe, qui tire son nom du roman éponyme de Giuseppe Marotta, est formé à la fin des années 1960 par deux frères napolitains, Paolo Morelli (piano, chant) et Bruno Morelli (guitares), issus d'une famille où la musique était dans l'air (leur père, Ardelio originaire de Fucecchio, en Toscane, était un violoniste et auteur-compositeur, dont le plus connu est La Mano del Signore pour Little Tony, et leur mère Maria était une pianiste estimée), ont choisi la voie de la musique et se sont installés à Rome. Ils y rencontrent Giulio Leofrigio (batterie) et Giampaolo Borra (basse), qui se joignent à leur projet musical. Au départ, Antonio Rapicavoli (saxophone) faisait également partie du groupe, mais il l'a quitté après la sortie des singles L'Aquilone et Concerto.
Vers la fin de l'ère beat italienne, le groupe fait ses premiers pas grâce à Renzo Arbore en participant comme invité régulier à l'émission Speciale per voi, talk-show d'avant-garde avec des artistes, chanteurs et groupes de l'époque, auxquels les jeunes en studio posaient des questions : le groupe Alunni del Sole accompagnait musicalement les invités. Les prestations de Paolo Morelli à l'orgue Hammond ou au piano sur des airs de rhythm and blues étaient inhabituelles. Le succès est au rendez-vous avec le 45 tours L'Aquilone et se répète en 1969 avec la chanson Concerto, qui contient déjà des idées progressistes dans la combinaison de l'orchestre et du groupe pop.
Les premiers singles sont enregistrés pour Parade jusqu'à Fantasia qui, en 1970, année de sa publication pour Liberty Records, participe à Un disco per l'estate. L'année suivante, Liberty est incorporé à Produttori Associati, une maison de disques appartenant à Antonio Casetta et distribuée par Dischi Ricordi. Le premier single, Ombre di luci, est suivi la même année par Isa... Isabella. Les débuts non conventionnels sur 33 tours eurent lieu en 1972 avec Dove era lei a quell'ora : sur la face A, une suite thématique racontant l'histoire d'un homme accusé de meurtre et surfant sur la mode dominante du rock progressif et sur la face B, une collection de chansons qui ne trahissaient pas la veine auteur-compositeur-interprète du groupe. Les arrangements, auxquels participait également le pianiste de jazz Giorgio Gaslini, ont cependant été rejetés par la maison de disques, qui a contraint le groupe à réenregistrer les chansons avec des arrangements plus conventionnels réalisés par Gianni Mazza.
En 2015, le groupe sort un dernier album, Dove era lei a quell'ora, et se sépare la même année.

## Membres

### Derniers membres
- Bruno Morelli - voix, guitare (1968-1983) (depuis 1993)
- Gianfranco Coletta - guitare basse (1978-1983) (1993-2015), guitare (2015) (décédé en 2022[6])
- Ruggero Stefani - batterie (1978-1983, 1993-2015)
- Alessandro Saba - guitare basse (1996-2015)
- Enrico Olivieri - clavier (1980-1983, 1993-2015)

### Anciens membres
- Antonio Rapicavoli - saxophone (1968-1970)
- Giulio Leofrigio - batterie (1968-1978) (décédé en 2016)
- Giampaolo Borra - guitare basse (1968-1978)
- Paolo Morelli - voix, piano (1968-2013) (décédé en 2013)

## Discographie

### Albums studio
- 1972 : Dove era lei a quell'ora
- 1973 : ...E mi manchi tanto
- 1974 : Jenny e la bambola
- 1975 : Raccolta di successi
- 1976 : Le Maschere infuocate
- 1977 : 'A canzuncella
- 1978 : Liù
- 1979 : Tarantè
- 1980 : Cantilena
- 1981 : Carezze
- 1982 : Quando si è soli come me
- 1992 : Di canzone in canzone
- 1996 : Il meglio
- 1996 : L'Amore che non finirà
- 2005 : ...E risalire il tempo
- 2013 : La Storia... il sogno
- 2015 : Dove era lei a quell'ora